# Чебышев, Николай Дмитриевич
Чебышев, Николай Дмитриевич (1815—1866) — генерал-майор свиты Его Величества.

## Биография
Родился 19 (31) марта 1815 года. Происходил из дворян Калужской губернии Чебышовых: сын полковника Дмитрия Сергеевича Чебышева (1783—1870); мать — Анна Петровна.
Воспитывался в Петербургском благородном университетском пансионе (вып. 1832) и в школе гвардейских подпрапорщиков и кавалерийских юнкеров. Поступил на службу в лейб-гвардии Измайловский полк в 1835 году.
В 1850 году в чине капитана он был назначен флигель-адъютантом Николая I. Произведён в полковники в 1852 году. Участвовал в Крымской войне. В 1854 году был отчислен в свиту Его Величества, в 1857 году назначен командующим Гренадерским лейб-гвардии полком, а 30 августа 1858 года произведён в генерал-майоры с назначением в свиту Его Величества и с утверждением командиром полка. 3 августа 1862 года был отчислен от должности командира с оставлением в свите.
Умер 22 марта (3 апреля) 1866 года. Похоронен в Фёдоровской церкви Александро-Невской лавры.

## Награды
- Орден Святой Анны 3-й степени
- Орден Святой Анны 2-й степени (1854); императорская корона к ордену (1856)[6]
- Знак отличия за XV лет беспорочной службы (1855)[6]
- Орден Святого Владимира 4-й степени (1856)[6]
- Орден Святого Владимира 3-й степени (1860)[7]